# Gonioctena arctica
Gonioctena arctica är en skalbaggsart som beskrevs av Mannerheim 1853. Gonioctena arctica ingår i släktet Gonioctena, och familjen bladbaggar. Arten är reproducerande i Sverige.